# Василь Стус. Феномен суток
«Василь Стус. Феномен суток» — український документальний фільм про українського поета, публіциста і правозахисника Василя Стуса. Автор — Олена Артеменко.

## Загальна інформація
Письменник та правозахисник Василь Стус став символом Українського Опору другої половини ХХ століття, він був одним із тих, хто вів непримиренну боротьбу за українську державність та національну ідею. Навіть у найтяжчі хвилини життя Василь Стус твердо вірив, що вернеться до народу своїм словом, що народ його почує. І його поезія залунала в Україні, її почули, в неї вслухаються.

## Назва
У січні 1972 року Василя Стуса заарештували в межах масштабного погрому української інтелігенцції. Він до останнього сподівався, що «за літературу» не судитимуть. Але йому інкримінували 14 віршів та 10 літературознавчих статей. Одну з них — «Феномен доби», про Павла Тичину, — в суді переклали російською як «Феномен суток».